# Euryophion variegatus
Euryophion variegatus är en stekelart som beskrevs av Ian D. Gauld och Mitchell 1978. Euryophion variegatus ingår i släktet Euryophion och familjen brokparasitsteklar. Inga underarter finns listade i Catalogue of Life.